# Anthony Musgrave
Anthony Musgrave (ur. 31 sierpnia 1828, zm. 9 października 1888) – brytyjski administrator kolonialny.

## Życiorys

### Kanada
Urodzony na Antigui, otrzymał wykształcenie w Anglii i w 1854 został zatrudniony w administracji kolonialnej jako sekretarz kolonii na rodzinnej Antigui. W 1864 został gubernatorem Nowej Fundlandii. W 1869 objął urząd gubernatora Kolumbii Brytyjskiej, zastępując nagle zmarłego Fredericka Seymoura. Wszystkie jego działania jako gubernatora kolonii podporządkowane były jednemu celowi – wprowadzeniu kolonii do Kanady. Zdołał przekonać większość oponentów tej opcji, jednocześnie zawierając taktyczne sojusze z jej zwolennikami. Ostatecznie w ostatniej fazie procesu, negocjacjach konfederacyjnych z rządem Kanady, zaufał konserwatywnym politykom Johnowi Helmcken, Josephowi Trutch i Robertowi Carrallowi. Nie był w stanie wyeliminować wpływów liberałów zgrupowanych w Lidze Konfederacyjnej, którzy, pominięci w negocjacjach, rozpoczęli akcję lobbingu politycznego w Ottawie. Po utworzeniu szóstej prowincji Kolumbia Brytyjska odszedł z urzędu w poczuciu spełnionej misji. Nie zaakceptował oferty stanowiska pierwszego gubernatora porucznika nowej prowincji.

### Późniejsze życie
Pozostał w służbie kolonialnej, zostając kolejno gubernatorem w Afryce (Natal), na Jamajce i na koniec w Australii (Queensland), gdzie zmarł w 1888.